# Fílippos Kanellópoulos
Fílippos Kanellópoulos (en grec moderne : Φίλιππος Κανελλόπουλος) est un officier de la marine grec ayant atteint le grade de vice-amiral.
Il naît en 1868, étant le neveu de l'éminent officier de marine et éducateur Ilías Kanellópoulos. Il rejoint la Marine royale hellénique en tant qu'enseigne en 1888, participe à la guerre gréco-turque de 1897, atteint le grade de vice-amiral et meurt le 12 septembre 1927.
Son frère cadet, Konstantínos, devient également officier de marine et atteint le rang de contre-amiral.